# スロバキアのイスラム教
本項目では、スロバキアのイスラム教について記述する。
2001年の国勢調査によると、スロバキア国内のムスリム（イスラム教徒）の数は非常に少なく、国の総人口の0.1%以下に当たる約5,000人となっている。17世紀、スロバキア中南部の一部分がトルコ人がノーグラード地域に入居するようになってからしばらくしてオスマン帝国の支配下に置かれた。また、スロバキアの他の地方は常時トルコ人の侵入と略奪を受け続けていた。

## 歴史
1526年にオスマン帝国軍がハンガリー王国軍を破ったモハーチの戦いから数十年後、オスマン帝国軍がシュトゥロヴォ（ハンガリー語ではPárkány）および現代のスロバキア中南部に当たる地域を占領、プロテスタントを信仰する集団を支援する一方で、オーストリア・ハプスブルク家の軍隊は現代のスロバキア北西部を占領、再びカトリック改宗を行った。後にオスマン帝国がスロバキア中南部の領土を完全に支配下に入れ、ニトラ付近の地域まで勢力下に収めた。しかし、最終的には、オスマン帝国軍は1687年から1699年にかけて第二次ウィーン包囲に失敗、オスマン帝国側についたテケリ・イムレがスロバキアで敗れて、ハンガリーにおけるオスマン帝国の支配は終わりを告げた。

## ムスリムの内訳
スロバキア国内のムスリムの大部分は旧ユーゴスラビア難民（ボスニア人とアルバニア人）もしくは現代のトルコから流入した労働者（トルコ人）であり、この他にアラブ地域からやってきた学生が含まれる。 ムスリムの大部分は首都であるブラチスラヴァに居住しているが、小規模なコミュニティはコシツェやマルチンにも形成されている。少数の移民はスロバキア人に帰化しており、さらに1990年に共産主義体制が崩れ1993年に独立を果たして以降、150人のスロバキア人がイスラム教に改宗している。
スロバキアはバチカン市国などの一部などを除けば現代のヨーロッパにおいて、国内にモスクが存在しない唯一の国である。2000年、ブラチスラヴァにあるイスラム教センターの建物に関して論争が起きたが、ブラチスラヴァ市長はスロバキアの「イスラム教ワクフ財団」の建設計画を拒絶した。